# الکساندرا پانووا
 الکساندرا پانووا (روسی: Александра Александровна Панова؛ زاده ۲ مارس ۱۹۸۹) یک تنیس‌باز اهل روسیه است.